# 天坊昭彦
天坊 昭彦（てんぼう あきひこ、1939年11月16日 - ）は、日本の実業家。出光興産株式会社社長、石油連盟会長、武蔵野美術大学理事長などを歴任。

## 人物
1939年11月16日、東京都中野区で3人兄弟の次男として生まれる。天坊という名字は奈良県の「天之坊」という僧院がルーツだという。
父の仕事の関係で、大阪、北海道、東京と6つの小学校を巡り、最終的には小学校6年生の春、私立・成蹊小学校に転校する。
1956年、高校2年生のころ、父・天坊裕彦が参議院議員になる。
1958年、成蹊中学校・高等学校卒業。2年間の浪人生活を経て、1960年4月、東京大学文科一類へ入学。学生のころはスキーに夢中になった。
また、大学3年生の頃は父の公設第2秘書も経験する。
1964年3月、東京大学経済学部経済学科卒業。同年4月、出光興産入社。出光興産に入社したのは、就職活動中友人との待ち合わせまでに時間が空いてしまい、時間つぶしで訪ねたことがきっかけ。採用担当者から誘われ試験を受験し採用された。
出光入社後、最初の配属先は福岡支店だった。その後横浜支店、本社石油開発室へと異動する。
本社に新設された石油開発室では、日本海の新潟・阿賀沖の開発に携わる。1971年に試掘を開始し、商業生産が可能と判断。1976年、日本初の本格的な洋上油田となる阿賀沖油・ガス田が生産を開始した。
1985年7月、15年間従事した石油開発事業から転身し、国際金融課長として為替を扱うようになる。石油代金の決済に必要となる外貨の調達業務にあたる。
1988年夏、出光ヨーロッパの社長に就任し、ロンドンに赴任。在任中にノルウェー領北海での油田買収とポルトガルでのガソリンスタンド網の構築に尽力する。
1991年7月、取締役部長として帰国。バブル経済が崩壊し、株価が下落する中、有利子負債圧縮と事業の選択・集中に取り組む。
2002年社長就任。また、2006年度に上場することを社内外に発表する。
社長在任中の最大の投資は、ベトナムでの製油所の建設・運営事業。構想から15年、総事業費1兆円を投じたベトナム中部タインホア省のニソン製油所は、2018年に稼働を開始した。

## 略歴
東京都出身。成蹊学園出身。
- 1964年3月 - 東京大学経済学部卒業[16]。
- 1964年4月 - 出光興産株式会社入社。
- 1966年12月 - 横浜支店営業課[6]。
- 1970年3月 - 石油開発室[7]。
- 1976年7月 - デンバー事務所[17]。
- 1980年2月 - 出光石油開発企画課長[17]。
- 1985年7月 - 経理部国際金融課長[8]。
- 1988年7月 - 出光ヨーロッパ社長(ロンドン)。
- 1991]6月 - 取締役経理部長。
- 1998年6月 - 常務取締役（経理部、海外部担当）[18]。
- 2000年6月 - 専務取締役(販売担当)に就任。
- 2002年6月 - 同社の代表取締役社長に就任。
- 2008年5月、石油連盟会長就任[19]。
- 2009年6月 - 同社の代表取締役会長に就任。
- 2012年6月 - 同社相談役[20]。
- 2012年12月、武蔵野美術大学の理事長に就任[21][22]
- 2017年6月 - 出光興産顧問。
- 2019年11月 - 旭日重光章受章[23][24]。

## テレビ出演
- 日経スペシャル カンブリア宮殿 "脱・石油"資源小国ニッポンの未来（2009年5月11日、テレビ東京）[25]